# Pandanus thomissophyllus
Pandanus thomissophyllus är en enhjärtbladig växtart som beskrevs av Benjamin Clemens Masterman Stone. Pandanus thomissophyllus ingår i släktet Pandanus och familjen Pandanaceae. Inga underarter finns listade.